# Port Richmond (Staten Island)
Pour les articles homonymes, voir Port Richmond.
Port Richmond est un quartier situé au nord de Staten Island, un des cinq arrondissements de la ville de New York.
La population était de 19 088 habitants en 2010.